# Paolo Ruffini

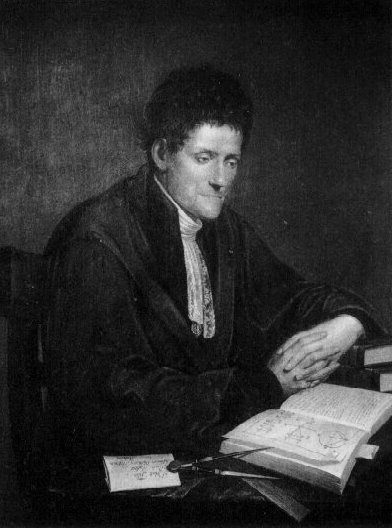
Paolo Ruffini

Paolo Ruffini (ur. 22 września 1765 w Valentano w państwie papieskim, zm. 10 maja 1822 w Modenie we Włoszech) – włoski lekarz i matematyk. Profesor matematyki i medycyny na Uniwersytecie Modeny oraz rektor tej uczelni.
Ruffini wsławił się wkładem do algebry; m.in. jako pierwszy podał częściowy dowód, że nie istnieją ogólne wzory pierwiastnikowe na pierwiastki wielomianu stopnia wyższego niż cztery (twierdzenie Abela-Ruffiniego).

## Życiorys
W 1783 roku Ruffini wstąpił na uniwersytet w Modenie, gdzie studiował matematykę, medycynę, filozofię i literaturę. Jeszcze jako student, po odejściu wykładowcy do innych zajęć, Ruffini prowadził wykłady z analizy matematycznej. Ostatecznie skończył uniwersytet w 1788 jako absolwent fakultetów filozoficznego, medycznego, chirurgicznego i matematycznego. Jeszcze w tym samym roku objął w Modenie stanowisko nauczyciela podstaw analizy matematycznej, a trzy lata później wyznaczony został na stanowisko profesora Elementów Matematyki. Miał też licencję na uprawianie zawodu lekarza w szpitalu przykatedralnym w Modenie.

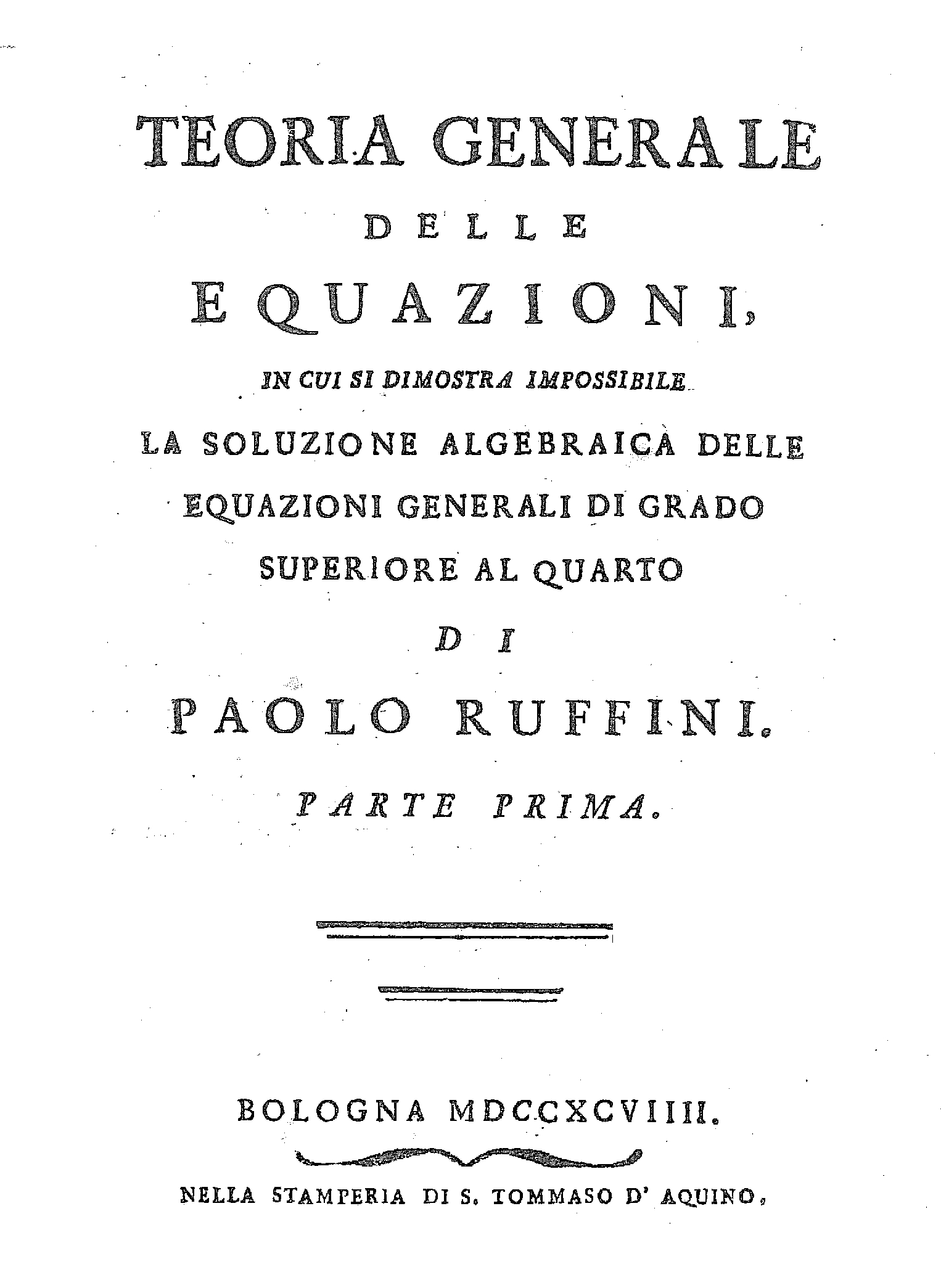
Teoria generale delle equazioni, 1799

Po zajęciu Modeny przez wojska Napoleona i utworzeniu Republiki Cisalpińskiej Ruffini wszedł w skład jej rady. Jednak już w 1798 wrócił na krótko do pracy naukowej na uniwersytecie w Modenie. Zobowiązany do złożenia przysięgi na wierność Republice, odmówił z pobudek religijnych, w wyniku czego pozbawiono go stanowiska i zakazano nauczania.
Pozbawiony uciążliwych obowiązków, Ruffini więcej czasu poświęcał medycynie i własnym badaniom matematycznym, a w szczególności próbie dowodu, że równanie algebraiczne stopnia piątego w postaci ogólnej nie daje się rozwiązać.
Problem ten był badany już od około 300 lat, gdy del Ferro, Tartaglia, Cardano i Ferrari podali wzory na rozwiązanie równań stopni 3 i 4. W tym czasie zajmowali się nim matematycy tej miary co Bézout, Euler i Lagrange, prawdopodobnie jednak to Ruffini wpadł na pomysł, że wzory takie nie istnieją.
Ruffiniemu udało się rozwiązać problem dzięki wykorzystaniu teorii grup permutacji, stworzonej przez Lagrange’a. Ruffini wprowadził do niej nowe pojęcia: rząd elementu grupy, łączność działania, rozkład permutacji na cykle. Podał pięć różnych dowodów twierdzenia, zwanego dziś twierdzeniem Abela-Ruffiniego. Mimo że zawierają one drobne luki, z dzisiejszego punktu widzenia są wystarczająco ścisłe, by przyznać Ruffiniemu palmę pierwszeństwa w rozwiązaniu problemu.
Ruffini opublikował swe wyniki w książce, której egzemplarz wysłał w 1801 roku Lagrange’owi, lecz nie otrzymał żadnej odpowiedzi. Również ponowna próba kontaktu z Lagrangem podjęta w roku 1802 pozostała bez echa. Nie zniechęcony tym Ruffini opublikował rok później kolejny dowód swojego twierdzenia, ale i ten przeszedł niezauważony w środowisku matematycznym. Reakcja ta może dziwić, jednak niektórzy historycy matematyki przypuszczają, że było to spowodowane z jednej strony niedowierzaniem, że amator (trzeba pamiętać, że Ruffini w tym czasie nie był już zawodowym matematykiem) może dokonać czegoś, nad czym bezskutecznie pracowały największe umysły epoki, z drugiej zaś zwykłą zawiścią.
Ruffini zwrócił się nawet o ocenę swych wyników do matematyków paryskich, jednak ani Legendre ani ponownie Lagrange nie uznali ich za warte uwagi.
Ruffini, podobnie jak później Galois, wyprzedził epokę, w której przyszło mu żyć.
Bardziej pozytywnie oceniło rezultaty Ruffiniego brytyjskie Royal Society, a także Cauchy, który na rok przed śmiercią Ruffiniego napisał do niego, że wysoko ceni sobie jego prace. Cauchy rozwinął również metody Ruffiniego w teorii grup – i jest to jedyny rzeczywisty wkład jaki można przypisać Ruffiniemu w rozwój matematyki.
Mimo zawodu jakiego doświadczył, Ruffini nadal zajmował się obiema dyscyplinami, w jakich zdobył wykształcenie, medycyną i matematyką. Po upadku Napoleona został rektorem uniwersytetu w Modenie i wykładowcą matematyki stosowanej oraz medycyny praktycznej.
W roku 1817 podczas epidemii tyfusu zachorował i choć udało mu się wydobrzeć, nie odzyskał już pierwotnych sił. W roku 1819 zrezygnował z katedry medycyny, nadal jednak pracował naukowo i rok później opublikował pracę naukową o tyfusie.